# NECTIN1
NECTIN1 (англ. Nectin cell adhesion molecule 1) – білок, який кодується однойменним геном, розташованим у людей на короткому плечі 11-ї хромосоми. Довжина поліпептидного ланцюга білка становить 517 амінокислот, а молекулярна маса — 57 158.
| 10         |  | 20         |  | 30         |  | 40         |  | 50         |
| ---------- |  | ---------- |  | ---------- |  | ---------- |  | ---------- |
| MARMGLAGAA |  | GRWWGLALGL |  | TAFFLPGVHS |  | QVVQVNDSMY |  | GFIGTDVVLH |
| CSFANPLPSV |  | KITQVTWQKS |  | TNGSKQNVAI |  | YNPSMGVSVL |  | APYRERVEFL |
| RPSFTDGTIR |  | LSRLELEDEG |  | VYICEFATFP |  | TGNRESQLNL |  | TVMAKPTNWI |
| EGTQAVLRAK |  | KGQDDKVLVA |  | TCTSANGKPP |  | SVVSWETRLK |  | GEAEYQEIRN |
| PNGTVTVISR |  | YRLVPSREAH |  | QQSLACIVNY |  | HMDRFKESLT |  | LNVQYEPEVT |
| IEGFDGNWYL |  | QRMDVKLTCK |  | ADANPPATEY |  | HWTTLNGSLP |  | KGVEAQNRTL |
| FFKGPINYSL |  | AGTYICEATN |  | PIGTRSGQVE |  | VNITEFPYTP |  | SPPEHGRRAG |
| PVPTAIIGGV |  | AGSILLVLIV |  | VGGIVVALRR |  | RRHTFKGDYS |  | TKKHVYGNGY |
| SKAGIPQHHP |  | PMAQNLQYPD |  | DSDDEKKAGP |  | LGGSSYEEEE |  | EEEEGGGGGE |
| RKVGGPHPKY |  | DEDAKRPYFT |  | VDEAEARQDG |  | YGDRTLGYQY |  | DPEQLDLAEN |
| MVSQNDGSFI |  | SKKEWYV    |  |            |  |            |  |            |

A: Аланін

C: Цистеїн

D: Аспарагінова кислота

E: Глутамінова кислота

F: Фенілаланін

G: Гліцин

H: Гістидин

I: Ізолейцин

K: Лізин

L: Лейцин

M: Метіонін

N: Аспарагін

P: Пролін

Q: Глутамін

R: Аргінін

S: Серин

T: Треонін

V: Валін

W: Триптофан

Кодований геном білок за функціями належить до рецепторів клітини-хазяїна для входу вірусу, рецепторів, фосфопротеїнів. 
Задіяний у таких біологічних процесах, як клітинна адгезія, взаємодія хазяїн-вірус, альтернативний сплайсинг. 
Локалізований у клітинній мембрані, мембрані, клітинних контактах, синапсах.
Також секретований назовні.